# Cadulus valdiviae
Cadulus valdiviae är en blötdjursart som beskrevs av Jaeckel 1932. Cadulus valdiviae ingår i släktet Cadulus och familjen Gadilidae. Inga underarter finns listade i Catalogue of Life.